# Toni Linhart
Toni Linhart (Donawitz, 1942. július 24. – Timonium, Maryland, Egyesült Államok, 2013. május 12.) osztrák válogatott labdarúgó, hátvéd, aki később az Egyesült Államokban sikeres amerikaifutball-játékos lett.

## Pályafutása

### Labdarúgóként
1963 és 1969 között a Wiener SC csapatában szerepelt hátvédként. A legutolsó idényben bajnoki ezüstérmet nyert a együttessel. Ugyanebben az időszakban hat alkalommal szerepelt az osztrák válogatottban és egy gólt szerzett. 1970 és 1972 között a First Vienna FC labdarúgója volt.

### Amerikaifutball-játékosként
1972-ben az Egyesült Államokba települt és az NFL-ben szerepelt, mint amerikaifutball-játékos. Az 1972-es idényben a New Orleans Saints, 1974 és 1979 között a Baltimore Colts és 1979-ben a New York Jets csapataiban játszott. 1977-ben és 1978-ban is meghívást kapott a ProBowl-ra, az NFL All-Star mérkőzésére.
Toni Linhart egyike volt azoknak, annak a három osztrák játékosnak, akik az NFL-ben játszottak. A másik két osztrák Ray Werschig és Toni Fritsch volt, akik szintén az 1970-es években szerepeltek az amerikai bajnokságban.

## Sikerei, díjai

### Labdarúgóként
Wiener SC
- Osztrák bajnokság
  - 2.: 1968–69

### Amerikaifutball-játékosként
Baltimore Colts
- PFW Golden Toe Award: (1976)